# Точки (Псковская область)
Точки — деревня в Дедовичском районе Псковской области России. Входит в состав Шелонской волости Дедовичского района.
Расположена на правом берегу реки Шелонь, на востоке района, в 18 км к востоку от районного центра Дедовичи и в 6 км к юго-востоку от волостного центра Ясски.

## Население
Численность населения деревни составляет 46 жителей (2000 год).

## История
До 2010 года деревня входила в состав соседней Сосонской волости.